# Weh (Insel)
Weh, indonesisch Pulau Weh oder Pulo Weh, sowie bei Einheimischen Sabang, ist eine Vulkaninsel in der Andamanensee im Indischen Ozean.
Die 156,3 km² große und bis zu 617 m hohe Insel liegt nordwestlich von Sumatra in der indonesischen Provinz Aceh.
An der Nordwestspitze befindet sich eine Aussichtsplattform; sie markiert den nördlichsten Landpunkt Indonesiens und ist mit "Kilometer Null" bezeichnet.
Auf der südwestlich vorgelagerten kleinen Insel Pulau Breueh befindet sich der westlichste Punkt Indonesiens.

## Wirtschaft und Infrastruktur
Die Hauptstadt der Insel Weh ist die Stadt Sabang ganz im Norden. Viele Indonesier nennen die Insel nach der Hauptstadt ebenfalls Sabang.
Die rund 25.000 Einwohner leben hauptsächlich von der Landwirtschaft sowie der Fischerei. Industrie findet man auf der Insel so gut wie nicht.
Weh verfügt über einen Hafen in Sabang, welcher unter der niederländischen Kolonialmacht gebaut wurde und bis zum Zweiten Weltkrieg als einer der wichtigsten der Region galt.
Von 1965 bis 1985 war Weh eine Freihandelszone. Seit dem 1. September 2000 ist der Hafen Sabang wieder ein Freihafen. Auf Grund der guten Lage Pulau Wehs an der Straße von Malakka wurde am 5. November 2006 zwischen der indonesischen Provinzverwaltung von Aceh und der Dublin Port Company eine Übereinstimmungserklärung unterschrieben. Die Dublin Port Company will den Freihafen Sabang zu einem der größten Containerhäfen Asiens ausbauen.

## Tsunami 2004

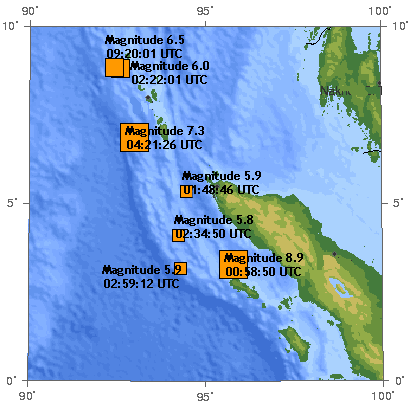
Erdbeben um Aceh in der Andamanensee 2004

Die Insel wurde beim Erdbeben im Indischen Ozean 2004 stark in Mitleidenschaft gezogen. Nach der Katastrophe waren viele internationale Organisationen, u. a. das Deutsche Rote Kreuz mit dem Wiederaufbau beschäftigt. Nach drei Jahren war der Wiederaufbau komplett abgeschlossen. Das Deutsche Rote Kreuz hat auf der Insel mehrere Schulen, Gesundheitseinrichtungen und Wohnhäuser in drei Dörfern errichtet.

## Von Sabang bis Merauke

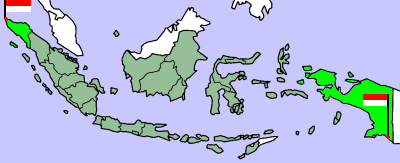
Sabang (links) bis Merauke (rechts)

Der indonesische Ausspruch Dari Sabang sampai Merauke (deutsch: von Sabang bis Merauke) dient als Ausdruck für die Bezeichnung des ganzen indonesischen Territoriums, wobei mit Sabang die Insel Weh, der nordwestlichste Punkt Indonesiens, gemeint ist.